# Miss Paraná 2014
Miss Paraná 2014 foi a 57ª edição do tradicional concurso que escolhe a melhor candidata paranaense para representar seu estado e sua cultura no Miss Brasil. O evento é promovido pela BMW Eventos (com coordenação de Elaine e Wall Barrionuevo) e contou com um total de aproximadamente sessenta e oito aspirantes ao título máximo da beleza do estado. 
A noite da final foi televisionada pela Band Paraná para toda a região no dia seguinte à cerimônia de coroação. Isis Stocco, a Miss Paraná 2013 e finalista no tradicional Miss Brasil do mesmo ano, passou a sua sucessora o mais disputado título do estado. A apresentação do evento foi por conta do coordenador Wall Barrionuevo.   
O concurso ocorreu no Teatro Marista no dia 23 de Maio de 2014. O número de sessenta e oito candidatas desfilando no palco do certame estadual qualificou o Paraná como o estado com maior quantidade de participantes eleitas em um único palco.  

## Agenda
- 09/02: Formalização da inscrição e sessão de fotos de 40 candidatas ao título no Hotel Bristol, em Maringá.
- 06/04: Ensaio fotográfico com as candidatas restantes ao título estadual.
- 21/05: Recepção das candidatas ao hotel credenciado da organização.
- 22/05: Seletiva com todas as candidatas formalmente inscritas no evento.
- 23/05: 57ª Cerimônia de Coroação da Miss Paraná. Festa de Comemoração.
- 24/05: Exibição do concurso, realizado no dia anterior, às 22h:15min.

## Resultados
| Colocação               | Município e Candidata |
| Miss Paraná             | - Carambeí - Nathaly Goolkate |
| 2º. Lugar               | - Tamarana - Eloine Duarte |
| 3º. Lugar               | - Dois Vizinhos - Cecília Gusso |
| Finalistas              | - Cruzeiro do Oeste - Thais Azevedo - Guaíra - Silmara Moreira |
| (TOP 10) Semifinalistas | - Astorga - Barbara Vitorelli - Londrina - Juliana Carnevalli - Mamborê - Talita Trento - Maringá - Eloá Cristina Demori - Medianeira - Camila Stefanello                                       |
| (TOP 16) Semifinalistas | - Curitiba - Rafaela Torres - Foz do Iguaçu - Yameme Ibrahim - Palotina - Laura Formentini - Paranavaí - Taynara Gargantini - Rio Branco do Sul - Krystin Schwartz - Sarandi - Jhenifer Volpato |

### Ordem dos Anúncios
- As trinta semifinalistas foram chamadas em ordem alfabética, abaixo, somente encontram-se as misses chamadas em ordem randômica:

| 1. Carambeí 2. Astorga 3. Curitiba 4. Cruzeiro do Oeste 5. Dois Vizinhos 6. Mamborê 7. Maringá 8. Medianeira 9. Palotina 10. Paranavaí 11. Sarandi 12. Tamarana 13. Rio Branco do Sul 14. Londrina 15. Guaíra 16. Foz do Iguaçu | 1. Carambeí 2. Dois Vizinhos 3. Cruzeiro do Oeste 4. Guaíra 5. Londrina 6. Mamborê 7. Medianeira 8. Tamarana 9. Maringá 10. Astorga | 1. Cruzeiro do Oeste 2. Carambeí 3. Dois Vizinhos 4. Guaíra 5. Tamarana |

## Jurados
- Assim como em outros concursos estaduais, houve dois tipos de banca de juri, como:

### Técnico
Foram jurados presentes na etapa preliminar:
1. Laínne Torres, supervisora da BMW Eventos;
2. Evandro Hazzy, preparador da Miss Brasil; e
3. Gabriela Fagliari, diretora de projetos da Enter (Band).

### Final
Foram jurados presentes na etapa final televisionada:
1. Patrícia Reginato, a Miss Paraná e Miss Mundo Brasil 2005;
2. Alessandra Bernardi, a Miss Paraná 2012;
3. Drª. Juliana Colalillo, especializada em oftalmologia;
4. Darren Olstad, empreendedor canadense;
5. Rose Kendrick, empresária sócia-proprietária da Unicesumar;
6. Bruno Mooneyhan, o Mister Universo Brasil 2014;
7. Nancy Montero, apresentadora e Vice-Miss Costa Rica 2009;
8. Gabriela Pereira, Miss Paraná 2011; e
9. Larissa Maressi, a Miss Teenager Brasil 2014.

## Candidatas
Todas as candidatas que disputaram o título: 
| - Almirante Tamandaré - Hevelyn Perussi - Andirá - Daiane Pereira - Apucarana - Júlia Vitorelli - Arapongas - Juliana Grecco - Araruna - Lucimara de Lima - Araucária - Pricila Molon - Astorga - Barbara Vitorelli - Balsa Nova - Leriane Mazon - Bandeirantes - Barbara Sequetto - Barbosa Ferraz - Kalige Cézar - Cambé - Maiara Peruzzi - Campina da Lagoa - Franciele Nunes - Campina Grande do Sul - Thainá Stauffer - Campo Largo - Bruna Ferreira - Campo Magro - Karine Moreira - Campo Mourão - Nayara Ambrósio - Carambeí - Nathaly Goolkate - Cianorte - Thayse Antunes - Colombo - Maynara Matozo - Congonhinhas - Amanda Lima - Cruzeiro do Oeste - Thais Azevedo - Curitiba - Rafaela Torres - Dois Vizinhos - Cecília Gusso - Doutor Ulysses - Evelyn de Oliveira - Entre Rios do Oeste - Ionara Ruver - Foz do Iguaçu - Yameme Ibrahim - Francisco Beltrão - Hamanda Santos - Goioerê - Eliane Marynowski - Guaíra - Silmara Moreira - Guarapuava - Mayara Stroski - Ibiporã - Pâmela Caires - Iporã - Jéssica Almeida - Itaipulândia - Taimara da Rosa - Itaperuçu - Jessica Ceccon | - Jacarezinho - Thaís Paschoal - Londrina - Juliana Carnevalli - Mamborê - Talita Trento - Mandaguari - Bruna Corsine - Marechal Cândido Rondon - Jheinyfer Boroski - Mariluz - Mikaelly de Oliveira - Maringá - Eloá Demori - Matelândia - Caroline de Bastiani - Medianeira - Camila Stefanello - Missal - Ana Emília Welter - Nova Esperança - Carolina Santos - Nova Santa Rosa - Danielli Modes - Palotina - Laura Formentini - Paranaguá - Aline França - Paranavaí - Taynara Gargantini - Pinhais - Dayane Nascimento - Piraí do Sul - Ana Clara Wollmann - Ponta Grossa - Katherin Strickert - Porecatu - Layana Souza - Presidente Castelo Branco - Débora Costa - Quatro Barras - Natasha Ribeiro - Reserva do Iguaçu - Ana Carolina Boschetti - Rio Branco do Sul - Krystin Engel - Rolândia - Hannah Montanha - Sabáudia - Giovana Stecca - Santa Fé - Suzane Dias - São José dos Pinhais - Carolina Meiga - São Miguel do Iguaçu - Evellyn Primaz - Sarandi - Jhenifer Volpato - Tamarana - Eloine Duarte - Telêmaco Borba - Amanda Moura - Toledo - Larissa Machado - Ubiratã - Sioellen Hellstrom - Umuarama - Amanda Belloto |

Desistências
- Alto Paraná - Paloma Vasconcelos
- Alvorada do Sul - Bruna Vaz
- Borrazópolis - Dayane Oliveira
- Cambé - Maiara Peruzzi
- Capitão Leônidas Marques - Fernanda Ferreira
- Cascavel - Ana Paula Galeski
- Castro - Joyci Mara Souza
- Cornélio Procópio - Rebeca Caldas
- Cerro Azul - Stephani Cordeiro
- Juranda - Maria Alice Rebechi

## Crossovers
Tópico criado para mostrar as participações de algumas candidatas que já disputaram outros concursos:

### Estadual
Miss Paraná
- 2013: Rio Branco do Sul - Krystin Engel

Miss Pernambuco
- 2011: Paranavaí: Taynara Gargantini (Semifinalista)
  - (Representando o Clube dos Oficiais de Pernambuco)

### Nacionais
Miss Brasil Latina
- 2012: Paranavaí: Taynara Gargantini (2º. Lugar)
  - (Representando o estado do Paraná)

Miss Brasil World
- 2013: Paranavaí: Taynara Gargantini (Semifinalista)
  - (Representando o estado de Pernambuco)

Miss Brasil New Face
- 2012: Paranavaí: Taynara Gargantini (Vencedora)

### Outros
Miss Teenager Maringá
- 2010: Maringá - Eloá Demori (Vencedora)

Garota Expo Reserva do Iguaçu
- 2013: Reserva do Iguaçu - Ana Carolina Boschetti (Vencedora) [4]